# 小林親真
小林 親真（こばやし ちかなお）は江戸時代後期から幕末の越後長岡藩士。家格は大組。長岡藩大参事の一人小林虎三郎の実父。小林又兵衛で一般的には知られる。

## 経歴
寛政11年（1799年）出生。文政年中に登用されて以降、郡奉行や勘定頭、新潟町奉行などを勤める。
天保9年（1838年）の新潟町奉行就任時期に佐久間象山が新潟湊に北遊したことがきっかけで知り合い、佐久間の人物に感銘を受けたという。なお、『天保十年正月 貞享元子年より諸役人留』では天保7年（1836年）10月5日までの歴代新潟町代官の記載が見られるが、ここに小林又兵衛の名がないので新潟町奉行就任は天保7年以降の可能性が高い。
弘化4年（1847年）の武鑑において当時の藩主牧野忠雅の嗣子である牧野忠恭の附役に小林又兵衛の名が見える。また嘉永7年（1855年）の武鑑には小林又兵衛の名がないために、隠居もしくは武鑑掲載の役職以外の職に就任した可能性が高い。安政6年（1859年）2月26日に死去。61歳。

## 家族
- 妻：久（ひさ） 明治2年2月26日没
- 長男：夭折
- 次男：夭折
- 三男：虎三郎
- 四男：貞四郎（虎三郎没後の小林家当主）
- 長女：幸（ゆき）（長岡藩士小金井良達（よしみち）の妻。子に小金井権三郎（衆議院議員）、小金井良精（解剖学者・人類学者）、小金井寿衛造（陸軍少佐）。曾孫に作家星新一）
- 次女：富（とみ）（長岡藩吉田家に嫁ぐ）
- 五男：大五郎（横田家の養子となり、横田大造と改名）
- 六男：寛六郎
- 七男：雄七郎（衆議院議員）